# Чекі Каріо
Че́ки Ка́ріо (фр. Tchéky Karyo [tʃeki kɑʁjo],тур. Tcheky Karyo , Baruh Çeki Karyo; нар. 4 жовтня 1953) — французький актор турецького походження.

## Біографія
Каріо народився в Стамбулі, Туреччина (ім'я при народженні — Çeki Karyo), син сефарда і гречанки, і виріс в Парижі, Франція. Він навчався мистецтву драми в театрі Сірано і пізніше став членом компанії Деніела Соран, граючи багато класичних ролей. Після цього, Каріо приєднався до Національного Страсбурзького театру, беручи участь у сучасних і класичних п'єсах.
Він також знімався у багатьох фільмах Голівуду, часто в ролі французьких персонажів, як і Жан Рено.
Каріо був номінований на премію Сезар у категорії «Найкращий актор» за свою роль у фільмі «Інформатор». Він отримав нагороду Жана Габена в 1986 році за свій талант.
Чекі Каріо в січні 2014 року удостоєний звання офіцера Ордена Мистецтв та літератури.
Одружений з Ізабеллою Паско.

## Фільмографія
| Рік       |   | Українська назва                    | Оригінальна назва                          | Роль                  |
| --------- | - | ----------------------------------- | ------------------------------------------ | --------------------- |
| 2024      | ф | Кілер                               | The Killer                                 | Тессьє                |
| 2021      | ф | Мій вовк                            | Mystère                                    | Бруно                 |
| 2020      | ф | ЗероЗероЗеро                        | ZeroZeroZero                               | Франсуа Сальваж       |
| 2020      | ф | Русалка в Парижі                    | Une sirène à Paris                         | Гаспар                |
| 2019      | с | Ім'я рози                           | The Name of the Rose                       | папа Іван XXII        |
| 2019      | с | Баптист                             | Baptiste                                   | Жюльєн Баптист        |
| 2018      | ф | Марія Магдалина                     | Mary Magdalene                             | Еліша                 |
| 2015      | ф | Белль і Себастьян: Пригоди тривають | Belle & Sebastian: The Adventure Continues | Цезарь                |
| 2015      | ф | Крізь повітря                       | Through the Air                            | Арманд Кавель         |
| 2014—2016 | с | Зниклий                             | The Missing                                | Жюльєн Баптист        |
| 2013      | ф | Белль і Себастьян                   | Belle & Sebastian                          | Цезарь                |
| 2013      | ф | Жаплу                               | Jappeloup                                  | Марсель Роз'є         |
| 2012      | ф | Частинки мене                       | Pieces of Me                               | Едерн                 |
| 2012      | с | Без обмежень                        | No Limit                                   | Коскас                |
| 2011      | ф | Загін особливого призначення        | Forces spéciales                           | Гюзеннек              |
| 2011      | ф | Історія зграї                       | A Gang Story                               | Серж Саттель          |
| 2010      | ф | Шлях                                | The Way                                    | капітан Генрі         |
| 2009      | с | Каамелотт                           | Kaamelott                                  | Манус Макрінус Фірмус |
| 2008      | ф | Чоловік та його собака              | A Man and His Dog                          | гитарист в парку      |
| 2007      | ф | Дім жайворонків                     | The Lark Farm                              | Арам                  |
| 2007      | ф | Коробки                             | Boxes                                      | Жан                   |
| 2007      | ф | Жаку-бідняк                         | Jacquou le Croquant                        | Шевальє               |
| 2006      | ф | Ті, що танцюють на могилах          | The Gravedancers                           | Вінсент Кошет         |
| 2005      | с | Прокляті королі                     | Les Rois maudits                           | Філіпп IV Вродливий   |
| 2004      | ф | Блуберрі                            | Blueberry                                  | дядько                |
| 2004      | ф | Забираючи життя                     | Taking Lives                               | Хьюго Леклер          |
| 2004      | ф | Довгі заручини                      | A Very Long Engagement                     | Ет'єн Фавор'є         |
| 2003      | ф | Земне ядро: Кидок у пекло           | The Core                                   | Серж                  |
| 2002      | ф | Добрий крадій                       | The Good Thief                             | Рожер                 |
| 2001      | ф | Поцілунок дракона                   | Kiss of the Dragon                         | Жан-П'єр Річард       |
| 2000      | ф | Патріот                             | The Patriot                                | Жан Вілленьйо         |
| 2000      | ф | Рятуючи Грейс                       | Saving Grace                               | Жак Шевальє           |
| 2000      | ф | Король танцює                       | Le Roi danse                               | Мольєр                |
| 2000      | с | Арабські ночі                       | Arabian Nights                             | Чорний Кода           |
| 1999      | ф | Командир ескадрильї                 | Wing Commander                             | Джеймс Таггерт        |
| 1999      | ф | Як рибка без води                   | Comme un poisson hors de l'eau             | BB                    |
| 1999      | ф | Жанна д'Арк                         | The Messenger: The Story of Joan of Arc    | Жан де Дюнуа          |
| 1999      | ф | Наразі моє життя                    | My Life So Far                             | Габріель Шенокс       |
| 1998      | ф | Да буде світло                      | Let There Be Light                         | Гарпер                |
| 1998      | с | Із Землі на Місяць                  | From the Earth to the Moon                 | Жорж Мельєс           |
| 1997      | ф | Дурман кохання                      | Addicted to Love                           | Антон                 |
| 1997      | ф | Середовище                          | Habitat                                    | Генк Саймс            |
| 1997      | ф | Доберман                            | Dobermann                                  | інспектор Крістіні    |
| 1996      | ф | Мати та тримати                     | To Have & to Hold                          | Жак                   |
| 1995      | ф | Операція «Дамбо»                    | Operation Dumbo Drop                       | Годдард               |
| 1995      | ф | Чужа країна                         | Foreign Land                               | Крафт                 |
| 1995      | ф | Золоте око                          | GoldenEye                                  | Дмитро Мішкін         |
| 1995      | ф | Погані хлопці                       | Bad Boys                                   | Фуше                  |
| 1995      | ф | Убивця, що плаче                    | Crying Freeman                             | детектив Нета         |
| 1995      | ф | Місячний постріл                    | Colpo di luna                              | Лоренсо               |
| 1994      | ф | Нострадамус                         | Nostradamus                                | Нострадамус           |
| 1994      | ф | Місто жаху                          | La Cité de la peur                         | Жакес                 |
| 1993      | ф | Гурт продовжив грати                | And the Band Played On                     | Віллі Розенбаум       |
| 1992      | ф | Малювальник                         | Sketch Artist                              | Пол Корбел            |
| 1992      | ф | Атлантида                           | L'Atlantide                                | лейтенант Моранж      |
| 1992      | ф | 1492: Завоювання раю                | 1492: Conquest of Paradise                 | Мартін Алонсо Пінсон  |
| 1991      | ф | Чоловіки і коханці                  | Husband and Lovers                         | Паоло                 |
| 1991      | ф | Ізабелла Ебергард                   | Isabelle Eberhardt                         | Слемен                |
| 1991      | ф | Оголення                            | A Grande Arte                              | Гермес                |
| 1990      | ф | Вінсент і я                         | Vincent and Me                             | Вінсент ван Гог       |
| 1990      | ф | Нікіта                              | La Femme Nikita                            | Боб                   |
| 1989      | ф | Австралія                           | Australia                                  | Жульєн Персон         |
| 1988      | ф | Ведмідь                             | The Bear                                   | Том                   |
| 1987      | ф | Чаклунка                            | Sorceress                                  | Ет'єнн де Бурбон      |
| 1986      | ф | Синій, як пекло                     | Bleu comme l'enfer                         | Френк                 |
| 1985      | ф | Божевільне кохання                  | L'Amour braque                             | Майкі                 |
| 1984      | ф | Повний місяць в Парижі              | Full Moon in Paris                         | Ремі                  |
| 1983      | ф | Поза законом                        | Le Marginal                                | Франсіс П'єррон       |
| 1982      | ф | Інформатор                          | La Balance                                 | Пе́трович              |
| 1982      | ф | Повернення Мартіна Герра            | The Return of Martin Guerre                | Огюстен               |